# Çò des de Benòsa der Mòla
Çò des de Benòsa der Mòla és una casa de Canejan (Vall d'Aran) inclosa a l'Inventari del Patrimoni Arquitectònic de Catalunya.

## Descripció
En un gran prat vora la Garona, marge dret, hi ha "l'auvitatge" Benosa que fou una de les cases més riques i fortes de la Vall. L'auvitatge en forma de "U" orientada a llevant comprèn la casa a una banda, "la bòrda" en l'altra, unides per una galeria condicionada també com a vivenda. La façana principal presenta obertures de fusta en dos nivells (3-3) paral·lela a la "capièra". La coberta d'encavallades de fusta suporta un llosat de pissarra, de dos vessants i un "tresaigües" en el frontis que aixopluga un balconada. La "bòrda" presenta una estructura semblant a l'anterior, amb l'estable en la planta baixa, i el "pallèr" en el primer pis que té l'accés frontal.

## Història
Origen de l'actual caseriu Era Mòla de Canejan segons S.Temprado, les propietats dels Deó de Benosa comprenien de la Garona fins al mateix poble de Canejan. Els 1836 els supervivents de Çò de Benosa baixaren a "l'auvitatge"